# Sven Svensson (konstnär)
Sven Anders Emanuel Svensson, född 3 juni 1906 i Ålem, Kalmar län, död 26 oktober 1999 i Mörbylånga, var en svensk målare, tecknare och grafiker.

## Biografi
Han var son till urmakaren Karl August Svensson och Elise Andersson samt från 1936 gift med Mary Anna Henrietta Berghman och far till konstnären Sven-Bertil Svensson.  
Han började sin konstnärsbana som autodidakt men hade redan från ungdomsåren tagit starkt intryck av landskapsmålaren Per Ekström verk och han anses vara starkt influerad av Ekström. Han studerade konst för Nils Nilsson vid Valands målarskola i Göteborg 1946–1948 och han deltog i en grafikkurs på Kungliga konsthögskolan i Stockholm 1952.  
Separat ställde han bland annat ut på Lilla galleriet i Stockholm 1966. Tillsammans med Åke Pettersson-Nåw ställde han ut i Vetlanda 1948 och tillsammans med Wiwe Larsson och Sonia Klöfving-Larsson i Kalmar 1949 samt med Ivar Rönnberg i Bjurholm 1961. Han medverkade i Sveriges allmänna konstförenings utställningar på Liljevalchs konsthall och i Liljevalchs Stockholmssalonger samt i en rad utställningar med provinsiell konst på Ölandssalongerna i Ölands Skogsby sedan 1952. Som illustratör skapade han vignetterna till Bertil Gunnebos antologi Skaldernas Hälsingborg 1955. Nationellt fick han sitt största erkännande 1982, när han inbjöds till en stor utställning på Waldemarsudde i Stockholm. Idén var att utställaren också skulle bjuda in en medutställare, en äldre konstnär som varit betydelsefull. Sven Svenssons val var enkelt: Per Ekström.  
Svensson var en utpräglad stafflimålare. Hans konst består huvudsakligen av stilleben och öländska landskapsskildringar utförda i kol eller olja. Han har också gjort ett fåtal personstatyetter utskurna i trä, föreställande de på sin tid tre  kända  "Mörbylångaprofiler" skeppare Karlsson, polisman Ingvarsson och bagare Bergman. 
Svensson räknas till de allra främsta av ölandskonstnärer i sin generation. Han är representerad vid Nationalmuseum, Konung Gustav VI Adolfs samling  och Kalmar konstmuseum.

## Utmärkelser
- Gerlaniusstipendiet 1997